# Радужная майка

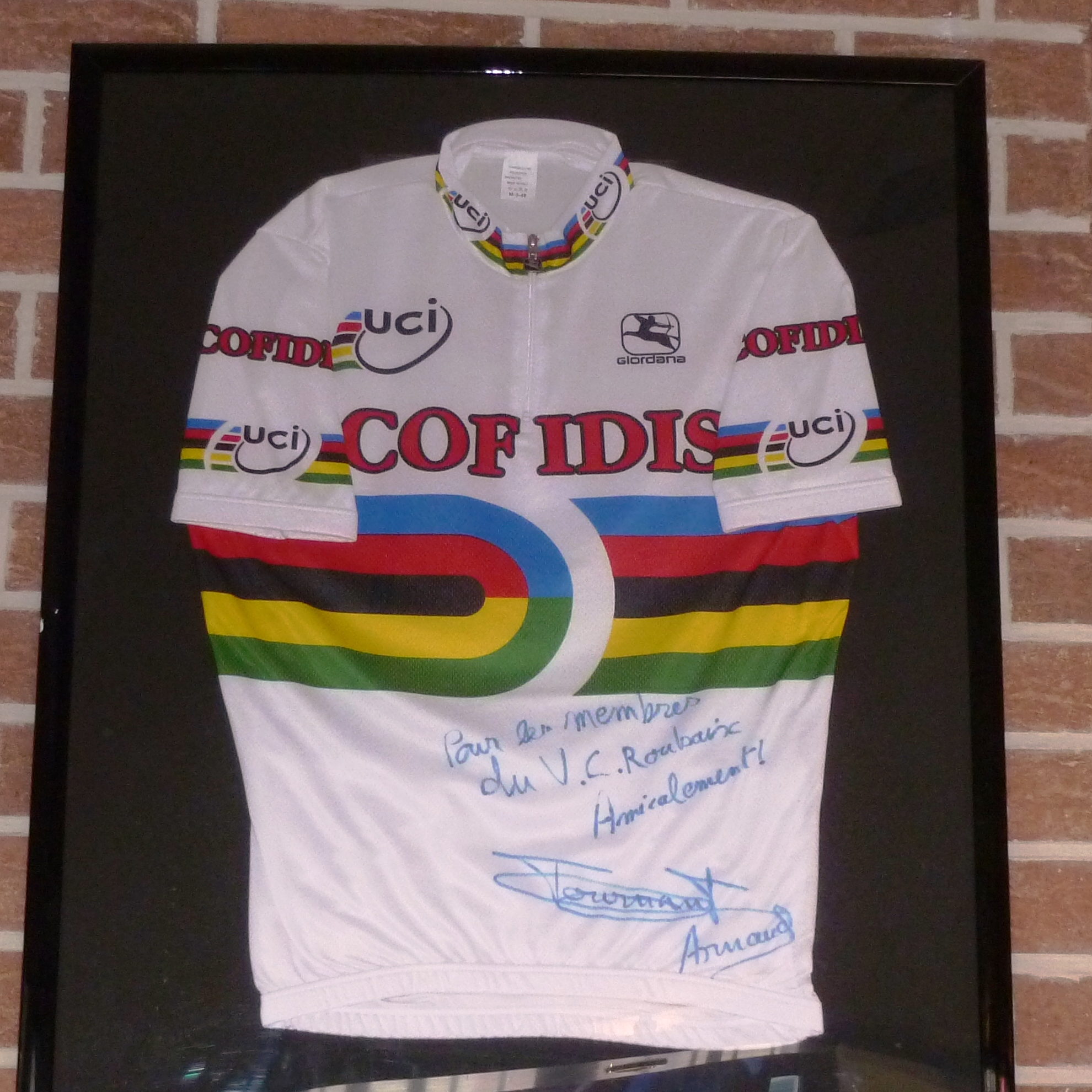
Майка 14-кратного чемпиона мира на треке Арно Турнана

Радужная майка — элемент экипировки действующего чемпиона мира по велоспорту. Представляет собой белую велосипедную майку с опоясывающими её на уровне груди гонщика широкими полосами цветов олимпийских колец; узкие полосы тех же цветов нанесены на края рукавов и воротник. Вопреки названию майки, цвета олимпийских колец не совпадают с традиционными радужными.

## Правила
Внешний вид и порядок ношения радужной майки регламентируются 6-м параграфом 3-й главы 1-й части правил Международного союза велосипедистов, который является её правообладателем. Действующий чемпион мира в любой дисциплине велоспорта, признаваемой UCI, должен участвовать в соревнованиях, облачившись в радужную майку. Гонщик впервые надевает её на церемонии награждения призёров чемпионата мира, а в последний раз может облачиться в неё накануне аналогичной гонки следующего чемпионата. Чемпион мира также должен носить её на пресс-конференциях, автограф-сессиях и иных мероприятиях. Существует только одна причина, по которой велосипедист лишается права ношения радужной майки раньше времени — при уличении в применении допинга.
Поскольку все права на радужную майку принадлежат UCI, чемпион мира не может на ней заработать. Он также ограничен в рекламных возможностях, поскольку на радужную майку наносится значительно меньшее количество логотипов спонсоров, чем на стандартную майку велокоманды; выделение рекламных поверхностей майки необходимо согласовать с UCI.
Нельзя носить радужную майку во время участия в другом виде велоспорта. Например, чемпион мира в групповой гонке на шоссе надевает её на однодневные гонки классического типа и на групповые этапы многодневных гонок; он не может носить радужную майку в разделке многодневки. Для некоторых дисциплин существуют нюансы. Чемпион мира в мэдисоне может облачаться в майку на шестидневных трековых гонках, даже если он не едет в паре с партнёром по чемпионату мира. Велокоманда, чьи гонщики выиграли командную разделку шоссейного чемпионата мира, в следующем календарном году должна наносить на все свои майки чемпионский логотип.
Действующий чемпион мира может нанести радужные (в велоспортивном понимании это слова) полосы на другие элементы экипировки; например, велосипед или шорты. После утраты звания чемпиона мира (по спортивным, а не допинговым причинам), велогонщик сохраняет право нанесения радужных полос на края рукавов и воротник стандартной майки.

## Обладатели
На 17 октября 2012 года
| Дисциплина  | Вид                          | Чемпион мира среди мужчин                        | Чемпионка мира среди женщин             | Следующий чемпионат |
| ----------- | ---------------------------- | ------------------------------------------------ | --------------------------------------- | ------------------- |
| Шоссе       | Групповая гонка              | Филипп Жильбер                                   | Марианна Вос                            | Сентябрь 2013       |
| Шоссе       | Индивидуальная разделка      | Тони Мартин                                      | Джудит Арндт                            | Сентябрь 2013       |
| Трек        | Спринт                       | Грегори Боже                                     | Виктория Пендлтон                       | Март 2013           |
| Трек        | Командный спринт             | Рене Эндерс Скотт Сандерленд Мэттью Глетцер      | Кристина Фогель Мириам Вельте           | Март 2013           |
| Трек        | Гит                          | Штефан Нимке                                     | Анна Мирс                               | Март 2013           |
| Трек        | Кейрин                       | Крис Хой                                         | Анна Мирс                               | Март 2013           |
| Трек        | Индивидуальное преследование | Майкл Хепбёрн                                    | Элисон Шенкс                            | Март 2013           |
| Трек        | Командное преследование      | Эд Клэнси Стивен Бёрк Питер Кенно Джерейнт Томас | Лора Тротт Джоанна Роуселл Даниэль Кинг | Март 2013           |
| Трек        | Скрэтч                       | Бен Свифт                                        | Катажина Павловска                      | Март 2013           |
| Трек        | Гонка по очкам               | Кэмерон Мейер                                    | Анастасия Чулкова                       | Март 2013           |
| Трек        | Мэдисон                      | Гейс Ван Хукке Кенни Де Кетеле                   | —                                       | Март 2013           |
| Трек        | Омниум                       | Гленн О’Ши                                       | Лора Тротт                              | Март 2013           |
| Велокросс   |                              | Нильс Алберт                                     | Марианна Вос                            | Февраль 2013        |
| Маунтинбайк | Марафон                      | Периклис Илиас                                   | Анника Лангвад                          | Июнь 2013           |
| Маунтинбайк | Кросс-кантри                 | Нино Шуртер                                      | Жюли Брессе                             | Август 2013         |
| Маунтинбайк | Даунхилл                     | Грег Миннар                                      | Морган Шарр                             | Август 2013         |
| Маунтинбайк | Фор-кросс                    | Роже Риндеркнехт                                 | Аннеке Бертен                           | Август 2013         |
| Триал       | 20″                          | Бенито Рос                                       | Хемма Абант                             | Август 2013         |
| Триал       | 26″                          | Давид Бонцон                                     | Хемма Абант                             | Август 2013         |
| BMX         |                              | Сэм Уиллоби                                      | Магали Поттье                           | Июль 2013           |

## «Проклятие»
По отношению к чемпиону в самом престижном виде, групповой шоссейной гонке, распространено понятие «Проклятие радужной майки». Считается, что в следующем после завоевания титула сезоне (когда гонщик носит радужную майку) чемпион выступает неудачно, по крайней мере заметно хуже предыдущего сезона. Этому есть объективные причины. Чемпионат мира является одной из главных целей сезона для спринтеров и классиков; а потому, когда гонщику не удаётся отстоять титул, его сезонный список побед уменьшается на весомую единицу. Это особенно заметно, если чемпионом неожиданно стал относительно редко выигрывающий гонщик. Сама радужная майка также позволяет конкурентам следить за чемпионом, в то время как гонщиков одной команды в одинаковой экипировке сложнее различить.
Легенда о проклятии майки получила широкую известность на рубеже веков, когда ряд чемпионов мира провели неудачные следующие сезоны. Тогда вспомнили неудачи чемпионов прошлого: чемпион 1970 года Жан-Пьер Монсере погиб через полгода после завоевания титула; чемпионы 1965 и 1987 Том Симпсон и Стивен Рош практически пропустили сезоны в радужной майке из-за травм; чемпионы 1986 и 1990 годов Фредди Мартенс и Рюди Даненс одержали победы в последние сезоны, когда они были конкурентоспособны.
Тем не менее, такие гонщики, как Эдди Меркс, Бернар Ино и Грег Лемонд, сумели выиграть в радужных майках самую престижную велогонку, Тур де Франс.